# جوب دين جيسوب
جوب دين جيسوب (بالإنجليزية: Job Dean Jessop)‏ هو فارس أمريكي، ولد في 4 ديسمبر 1926 في يوتا في الولايات المتحدة، وتوفي في 30 يناير 2001.